# Sabina-Henricapolder
De Sabina-Henricapolder is in 1787 ontstaan uit de bedijking van gorzen en slikken gelegen voor de toenmalige zeedijk van de polder Oude Heyningen en Elisabethspolder tussen Willemstad en de monding van de Dintel. De polder is zo’n 700 hectaren groot en ligt tegen het Volkerak aan.
De polder is vernoemd naar Sabina Henrica van den Santheuvel (1731-1805), echtgenote van één van de architecten van de forten rond Willemstad, kapitein-ingenieur Michiel Mattheus van Oosterzee (1720-1774) en aanvankelijk eigenaresse van de polder. Hun kleinzoon Mattheus Henrik, Willem Joansz van Oosterzee (1792-1856) werd er dijkgraaf.
Op 4 november 1786 sloten de eigenaren in Rotterdam een overeenkomst. Dit contract bestaat uit 31 artikelen waarin de rechten en verplichtingen van alle betrokkenen werd vastgelegd inclusief het beheer van de nieuwe polder. Na een aantal jaren werken was de polder in 1793 gereed voor de verkaveling, waarmee de grond werd toegewezen aan de nieuwe boeren.
De polder kwam aanvankelijk onder een afzonderlijk dijksbestuur, benoemd door de Markies van Bergen op Zoom. Na de bezetting door de Fransen kwam in 1815 deze taak bij de Nederlandse regering mede omdat de polderdijk een belangrijke zeedijk was. Verder nam de invloed van het regering toe door de bouw van het Fort de Ruyter in de uiterste noordwesten van de polder.
De uitwatering geschiedde aanvankelijk via een stenen spuisluis, beneden de Prinslandse brug in de rivier de Dintel. Omstreeks 1885 werd een inundatiesluis gebouwd bij het fort en deze kon ook worden gebruikt voor de uitwatering. Hier lag nog een verbinding met open zee, via de Helse haven. Dit kwam omstreeks 1960 tot een einde toen de zeedijk hier werd gedicht. Er was geen noodzaak voor een gemaal, de gronden liggen gemiddeld zo’n halve meter boven Normaal Amsterdams Peil (NAP) en een sluis werkte voldoende. Pas in 1958 kwam de vraag naar een gemaal op tafel. Besloten werd een nieuw groot gemaal in de Elisabethspolder te plaatsen die ook voor de Sabina-Henricapolder het water uitslaat.
De zeedijk werd verschillende malen verhoogd en versterkt. Ondanks deze maatregelen brak de dijk door op 1 februari 1953. Over een totale lengte van 1000 meter ontstonden er gaten, waaronder een stroomgat bij het fort. Het zeewater stroomde binnen en al snel stond het water enkele meters boven het maaiveld. Niet iedereen kon op tijd de polder verlaten en veel bewoners verdronken. Per eind maart waren de gaten gedicht en op 8 april 1953 was de polder weer droog.
In 1995 werd het Windpark Sabinapolder in gebruik genomen. In 2009 werden de windmolens vervangen door nieuwe en grotere exemplaren. In 2012 kwam er een achtste molen bij van hetzelfde type. De turbines hebben een ashoogte van 48 meter. In 2014 werden er nog drie molens bijgeplaatst. Het verkeersknooppunt Sabina zorgt voor de aansluiting van de autosnelwegen A29 en A59 en is vernoemd naar de polder.